# Allemagne au Concours Eurovision de la chanson 1999
L’Allemagne a participé au Concours Eurovision de la chanson  le 29 mai à Jérusalem, en Israël. C'est la 38e participation allemande au Concours Eurovision de la chanson.
Le pays est représenté par la chanson Reise nach Jerusalem - Kudüs’e seyahat, interprété par le groupe Sürpriz, sélectionnées par la Norddeutscher Rundfunk à travers la finale nationale Countdown Grand Prix 1999. Hör den Kindern einfach zu interprété par Corinna May fut initialement sélectionnée après avoir obtenu 32,6% des voix, mais la chanson est disqualifiée pour avoir été publiée en 1997 dans une version anglophone

## Sélection

### Countdown Grand Prix 1999
Countdown Grand Prix 1999 a lieu le 12 mars 1999 à la Stadthalle de Brême, animé par Axel Bulthaupt et Sandra Studer et diffusé également sur Das Erste et en Suisse sur SRF zwei. Onze artistes concourent, le gagnant est sélectionné lors d'un vote télévisé public. La finale nationale est regardée par 5,63 millions de téléspectateurs en Allemagne avec une part de marché de 18,7 %.
Les onze chansons furent sélectionnées par un jury composé de représentants de l'Académie allemande du disque à partir des propositions reçues des maisons de disques, tandis qu'un artiste supplémentaire, Michael von der Heide, est proposé par la chaîne suisse germanophone SF DRS. "Verdammt, ich lieb dich - immer nochee, écrite par Bernd Dietrich et Matthias Reim et interprété par Matthias Reim, est retirée avant le concours.
| Classement | Ordre de passage | Interprète            | Chanson Musique (M) et paroles (P)                                                | Langues                         | Télévote |
| ---------- | ---------------- | --------------------- | --------------------------------------------------------------------------------- | ------------------------------- | -------- |
| 01.        | 07               | Corinna May           | Hör den Kindern einfach zu M/P : Frank Zumbroich                                  | Allemand                        | 32,6 %   |
| 02.        | 05               | Sürpriz               | Reise nach Jerusalem - Kudüs’e seyahat M : Ralph Siegel; P : Bernd Meinunger      | Allemand, turc, anglais, hébreu | 16,2 %   |
| 03.        | 11               | Cathrin               | Together We’re Strong M : Hermann Weindorf; P : Peter Bischof-Fallenstein         | Anglais                         | 15,9 %   |
| 04.        | 01               | Jeanette Biedermann   | Das tut unheimlich weh M : Andreas Bärtels, Rick Rossi; P : Kristina Bach         | Allemand                        | 12,2 %   |
| 05.        | 06               | Elvin                 | Heaven M/P : Andreas Linse, Eric Brodka                                           | Anglais                         | 06,1 %   |
| 06.        | 09               | Michael von der Heide | Bye Bye Bar M : Thomas Fessler, Jeannot Steck, Micha Lewinsky; P : Micha Lewinsky | Allemand, anglais               | –        |
| 07.        | 04               | Megasüß               | Ich habe meine Tage M/P : Windsor Robinson, Jürgen Magdziak, C. Funke             | Allemand                        | –        |
| 08.        | 02               | Carol Bee             | Lover Boy M : Candy de Rouge; P : Candy de Rouge, Carol Bee                       | Anglais                         | –        |
| 09.        | 03               | Patrick Lindner       | Ein bisschen Sonne, ein bisschen Regen M : Alfons Weindorf; P : Bernd Meinunger   | Allemand                        | –        |
| 010.       | 10               | Wind                  | Lost in Love M : Norbert Beyerl ; P : Werner Schüler                              | Allemand (titre anglais)        | –        |
| 011.       | 08               | Naima                 | Itzy Bitzy Spider M/P : Oliver Göddecke, Alexander Seidl, Robert Parr             | Anglais                         | –        |

## À l'Eurovision
Lors du concours, la chanson passe en 21e position. La chanson finit troisième du concours sur vingt-trois participants avec 140 points.

### Points attribués par l'Allemagne
| 12 points | Turquie            |
| 10 points | Croatie            |
| 8 points  | Bosnie-Herzégovine |
| 7 points  | Israël             |
| 6 points  | Estonie            |
| 5 points  | Autriche           |
| 4 points  | Pologne            |
| 3 points  | Islande            |
| 2 points  | Suède              |
| 1 point   | Malte              |

### Points attribués à l'Allemagne
| 12 points                                          | 10 points                                  | 8 points                    | 7 points            | 6 points      |
| -------------------------------------------------- | ------------------------------------------ | --------------------------- | ------------------- | ------------- |
| - Israël - Pays-Bas - Pologne - Portugal - Turquie | - Autriche - Belgique - Bosnie-Herzégovine | - France                    | - Espagne - Estonie | - Slovénie    |
| 5 points                                           | 4 points                                   | 3 points                    | 2 points            | 1 point       |
| - Danemark - Islande                               |                                            | - Croatie - Malte - Norvège | - Suède             | - Royaume-Uni |